# Лоуган (връх)
Вижте пояснителната страница за други значения на Лоуган.
Лоуган (на английски: Mount Logan) е връх, разположен в югозападната част на територията Юкон, Канада.
Със своите 5959 m Лоуган е най-високият връх в Канада и вторият по височина, след Маккинли, в Северна Америка.
Върхът е открит през 1890 и 1891 г. и е назован на тогавашния известен геолог Сър Уилям Едмънт Лоуган. Съществуват 13 пътя за изкачване на върха и той се счита за един от най-трудните в Северна Америка. Покорен е за пръв път през 1925 година от Алберт Маккарти.
Близо до главния връх има още 3 върха с височина над 5890 m.